# نام سیستماتیک عنصر
نام سیستماتیک، نامی موقت است که به عناصری که تازه سنتز شده‌اند و یا هنوز سنتز نشده‌اند داده می‌شود. نماد شیمیایی سیستماتیک نیز از این نام مشتق شده است. در شیمی، عنصرهای فرااورانیمی تنها زمانی نام دائمی می‌گیرند که سنتز آن‌ها تایید شده باشد. برای بحث در مورد این عناصر مبهم، اتحادیه بین‌المللی شیمی محض و کاربردی یا آیوپاک (IUPAC) از مجموعه ای از قوانین برای تعیین یک نام و نماد موقت سیستماتیک برای هر عنصر استفاده می‌کند. این شیوه نامگذاری، منجر به توسعه موفقیت آمیز مجموعه قوانینی منظم برای نامگذاری ترکیبات آلی شده است.

## قوانین آیوپاک
به طور کلّی، نام‌های سیستماتیک عنصرهای جدول تناوبی از فرمول زیر پیروی می‌کند (از چپ به راست):
ium + ریشه عدد یکان + ریشه عدد دهگان + ریشه عدد صدگان + ...
نماد سیستماتیک نیز به صورت زیر به دست می‌آید (از چپ به راست):
نماد عدد یکان + نماد عدد دهگان + نماد عدد صدگان + ...
برای مثال، نام سیستماتیک عنصر شماره ۱۱۸ جدول به صورت Ununoctium و نماد آن به صورت Uuo است و یا برای عنصر ۱۳۵، به صورت Untripentium و Utp است.
| رقم   | ریشه  | ریشه‌یابی                                 | نماد | تلفظ   |
| ----- | ----- | ---------------------------------------- | ---- | ------ |
| ۰     | nil   | از لاتین هیچ (nihil)                     | n    | /nɪl/  |
| ۱     | un    | از لاتین یک (unus)                       | u    | /u:n/  |
| ۲     | b(i)  | از لاتین دو (bi)                         | b    | /baɪ/  |
| ۳     | tr(i) | از لاتین سه (tres) از یونانی سه (tria)   | t    | /traɪ/ |
| ۴     | quad  | از لاتین چهار (quattur)                  | q    | /kwɒd/ |
| ۵     | pent  | از لاتین پنج (pente)                     | p    | /pɛnt/ |
| ۶     | hex   | از لاتین شش (hex)                        | h    | /hɛks/ |
| ۷     | sept  | از لاتین هفت (septem)                    | s    | /sɛpt/ |
| ۸     | oct   | از لاتین هشت (octo) از یونانی هشت (okto) | o    | /ɒkt/  |
| ۹     | en(n) | از لاتین نه (ennea)                      | e    | /ɛn/   |
| پسوند | -ium  | از پسوند مفرد خنثی در لاتین (-um)        | —    | /-iəm/ |

## فهرست منابع
1. ↑  ویکی‌پدیای انگلیسی. "Systematic element name" (به انگلیسی).